# Поліщук Тамара Адамівна
Тама́ра Ада́мівна Поліщу́к  (*1934 — †1996, Львів) — співачка (меццо-сопрано) і бандуристка, учениця Володимира Кабачка. Заслужена артистка України. Лауреат міжнародного конкурсу.

## Життєпис
- 1953—1988 працювала солісткою Київської філармонії
- 1952—1961 у складі тріо бандуристок при Київської філармонії.
- 1960—1963 солістка Київського театру опери та балету ім. Т. Шевченка
- 1963—1989 солістка Львівського театру опери та балету ім. М. Лисенка.
- З 1986 року викладач по класу вокалу на кафедрі народних інструментів Львівської консерваторія ім. Миколи Лисенка. Серед учнів — Лазуркевич Тарас Миколайович, Антонюк Роман Володимирович,  Созанський Олег Олегович, Волощук Назар Олександрович.